# Ладислав Фијалка
Ладислав Фијалка (чеш. Ladislav Fialka; Праг, 22. август 1931 — Праг, 22. фебруар 1991) био је чешки глумац–пантомимичар, оснивач чехословачке школе класичне и модерне пантомиме. Био је аутор представа, бавио се кореографијом, дизајном, сценографијом, режијом. Био је оснивач и професор данас угашеног одељења пантомиме (основане 1983) на Карловом универзитету у Прагу (титулу професора кореографије добио је 1989. године). Појављивао се у неколико филмова, сарађивао је са телевизијом и гостовао у многом земљама света. Умро је у 59. години у Прагу.